# Dryopsophus bulmeri
Espèce
Synonymes
- Hyla bulmeri Tyler, 1968
- Litoria bulmeri (Tyler, 1968)

Statut de conservation UICN

 DD  : Données insuffisantes
Dryopsophus bulmeri est une espèce d'amphibiens de la famille des Pelodryadidae.

## Répartition
Cette espèce est endémique de Papouasie-Nouvelle-Guinée. Elle se rencontre entre 1 600 et 2 200 m d'altitude dans les monts Schrader et dans le bassin versant supérieur du fleuve Fly dans les Monts Bismarck.

## Description
Litoria bulmeri mesure de 29 à 34 mm pour les mâles. Son dos est bleu. Une large bande noire s'étend, du chaque côté du corps, de la narine jusqu'au milieu du dos.

## Étymologie
Cette espèce est nommée en l'honneur de Ralph Neville Hermon Bulmer (1928-1988) qui a collecté l'holotype.

## Publication originale
- Tyler, 1968 : Papuan hylid frogs of the genus Hyla. Zoologische verhandelingen, vol. 96, p. 1-203 (texte intégral).